# The Heist (émission de télévision)
Pour l’article homonyme, voir The Heist.
The Heist (« le braquage » en français) est une émission de télévision spéciale britannique créée par l'illusionniste Derren Brown et diffusée pour la première fois en 2006 sur Channel 4. Il s'agit d'une expérience dans laquelle Brown effectue un faux séminaire dans le but de manipuler quatre personnes d'un groupe de treize femmes et hommes d'affaires et de les amener à braquer celui qu'ils croient être un agent de sécurité de banque à l'aide d'une arme à feu factice et de dérober 100 000 £.
Derren Brown utilise différentes techniques de psychologie telles que le conditionnement, l'ancrage et la suggestion pour mener le groupe dans un état mental dans lequel ils voudraient braquer un agent de sécurité, ceci sans jamais que rien ne leur soit demandé directement. L'ancrage en question consiste à créer un état émotionnel qui allie des sentiments d'invulnérabilité, d'euphorie et d'agression, et à la combiner par la suite à différents stimuli tels que la couleur verte, la chanson Can You Feel It des Jackson Five et la vue d'un uniforme d'agent de sécurité, stimuli présents lors du braquage pour déclencher les sentiments associés et les mener au vol. 
Les participants sont également amenés durant l'émission à effectuer différents actes criminels ou moralement discutables tels que voler des bonbons dans une épicerie afin non seulement de sélectionner les quatre membres les plus à même de passer à l'acte mais également de conditionner les participants à prendre du plaisir à effectuer des actes illégaux.
Le tournage de l'émission dure deux semaines et est diffusé le 4 janvier 2006 sur Channel 4.

## Production
The Heist est diffusé pour la première fois le 4 janvier 2006 à 21 h sur Channel 4. Il s'agit de la cinquième émission spéciale de Derren Brown.

## Déroulement

### Vol de sucrerie
L'exercice permet à Brown d'éliminer quatre personnes de l'expérience.

### Expérience de Milgram
À la fin de l'expérience, Brown choisit quatre personnes pour participer au braquage en se basant sur leur comportement durant cette dernière expérience et sur les exercices précédents. Deux des participants qu'il choisit, Danny et Victoria, ont en fait refusé d'aller jusqu'au bout de l'expérience de Milgram mais Brown les choisit tout de même, Danny pour la manière avec laquelle il a mis fin à l'expérience, indiquant une « force de caractère » que Brown juge utile, et Victoria car il veut qu'une femme face partie du groupe final et elle constitue pour lui le meilleur choix.